# Cella

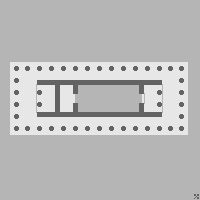
Půdorys peripterálního chrámu s tmavě šedě vyznačeným prostorem celly.

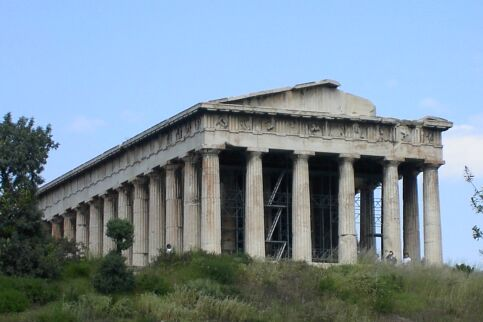
Starověký řecký Hefaistův chrám v Athénách s centrálně situovanou cellou

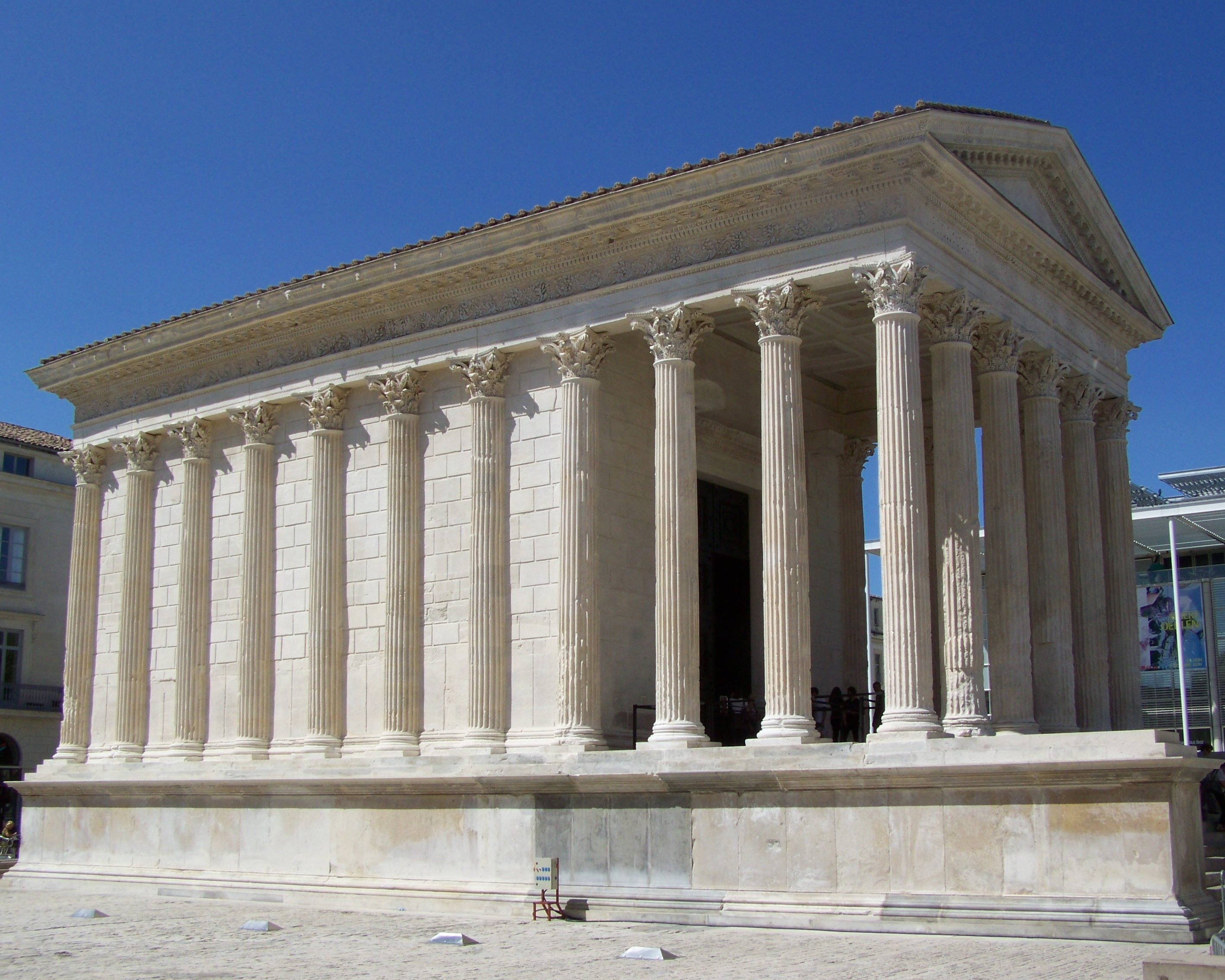
Maison Carrée ve městě Nîmes s cellou umístěnou za hexastylním portikem

Cella (latinsky: malá místnost) neboli naos (řecky: vαός, naós, místnost nebo chrám) je vnitřní místnost antického chrámu nebo obchod přilehlý k ulici v římské domovní architektuře (viz domus).

## Řecké a římské chrámy

Naos

Ve starověké řecké a římské architektuře je cella místnost ve středu chrámu, ve které se většinou nachází kultovní obraz nebo socha, které raní křesťané zatracovali jako "idoly", a které reprezentovaly božstva uctívaná v chrámu. Dále se v cele může nacházet stůl nebo podstavec určený pro votivní (děkovné) dary jako jsou votivní sochy, drahokamy a polodrahokamy nebo zbroje a zbraně a další předměty. Množství a cena shromážděných darů, které musely být chráněny, přiblížily funkci chrámu k pokladnici a mnohé z antických chrámů skutečně jako pokladnice sloužily.
Cella je většinou jednoduchá podélná místnost bez oken s dveřmi nebo otevřeným vstupem uvozeným sloupovým portikem na jedné z kratších stran. Ve větších chrámech bývá cella rozdělena dvěma řadami sloupů na jednu centrální loď a dvě postranní, někdy pouze na dvě lodi. Cella bývá zastřešena většinou ploše, u římských chrámů i klenutím a osvětlena u menších budov pouze světlem od vstupu, u větší potom otvorem ve střeše (hypetrální chrám). Někdy bývá před sochou božstva mělká nádrž s olejem, jehož hladina odráží světlo zespoda na sochu božstva. V celle může být též ohraničený prostor - adyton, což je vnitřní místnost přístupná pouze knežím (u náboženství, kde se kněžství získávalo zasvěcením), nebo strážcům chrámu.
Kromě několika málo výjimek byly řecké budovy ve peripterálním stylu (se sloupořadím kolem celé budovy) a cella (neboli naos) byla umístěna v centru budovy. Tak to je například u Parthenónu, nebo u Apollonova chrámu v Paestu.
Římané upřednostňovali pseudoperipterální (sloupy naznačeny polosloupy) s bohatým a širokým portikem, který cellu odsouvá k zadnímu okraji chrámu. Polosloupy jsou pak podél bočních a zadní stěny celly.
Některé římské chrámy jsou dvoustranné, a mají tedy dvě celly, které k sobě přiléhají kratšími stranami. Celá budova potom vypadá jako klasický peristyl, resp. pseudoperistyl. Takový je i chrám Venuše a Romy v Římě vystavěný za císaře Hadriána.

## Etruské chrámy
Podle Vitruvia (kniha IV.7) měl etruský typ chrámu (jako je např. v Portonacciu poblíž Vejí) tři celly, které byly vedle sebe a ukončovaly podélný prostor uvozený portikem se dvěma řadami sloupů. Tento zvláštní styl byl užíván Etrusky a na území kolem Tyrhénského moře a vedle řeckého stylu významně ovlivnil pozdější chrámový styl římský.

## Křesťanské chrámy
V rané křesťanské a byzantské architektuře se cellou myslí ohraničená oblast v centru chrámu vyhrazená pro konání liturgie.
V pozdějších obdobích se jako cella označuje malá kaple nebo klášterní cela.